# Liste des sérologies virales
 (mars 2009).
Cette liste des sérologies virales précise pour chacune le type d'anticorps recherché et les conditions du diagnostic.
| Virus | Type d'anticorps / technique | Rôle dans le diagnostic       | Remarques éventuelles                                      |
| ----- | ---------------------------- | ----------------------------- | ---------------------------------------------------------- |
| CMV   |                              | diagnostic de primo-infection | Utile dans les transplantations et chez les immunodéprimés |
|       |                              |                               |                                                            |

## Sérologies virales effectuées dans le cadre de situations particulières

### Accident d'exposition au sang
- VIH
- Virus de l'hépatite B
- Virus de l'hépatite C

### Bilan prétransfusionnel (non obligatoire)
- VIH
- Virus de l'hépatite B
- Virus de l'hépatite C
- HTLV
- CMV

### Bilan prégreffe
- VIH
- Virus de l'hépatite B
- Virus de l'hépatite C
- CMV
- Toxoplasmose et syphilis ne sont pas des virus mais sont recherchés dans ce contexte
- CMV
- EBV : chez le donneur dans le don de moëlle
- HAV : chez le receveur dans le don de moëlle

### Bilan chez la femme enceinte
- Rubéole : obligatoire
- Toxoplasmose : obligatoire
- VIH : à proposer systématiquement
- Syphilis
- HTLV : conseillé pour les femmes originaires de zones tropicales qui souhaitent allaiter.